# Neoarius midgleyi
Neoarius midgleyi is een straalvinnige vissensoort uit de familie van christusvissen (Ariidae). De wetenschappelijke naam van de soort is voor het eerst geldig gepubliceerd in 1988 door Kailola & Pierce.